# Begonia coelocentroides
Begonia coelocentroides là một loài thực vật có hoa trong họ Thu hải đường. Loài này được Y.M.Shui & Z.D.Wei mô tả khoa học đầu tiên năm 2007.